# Neaspilota brunneostigmata
Neaspilota brunneostigmata är en tvåvingeart som beskrevs av Doane 1899. Neaspilota brunneostigmata ingår i släktet Neaspilota och familjen borrflugor. Inga underarter finns listade i Catalogue of Life.